# Frozen Charlotte

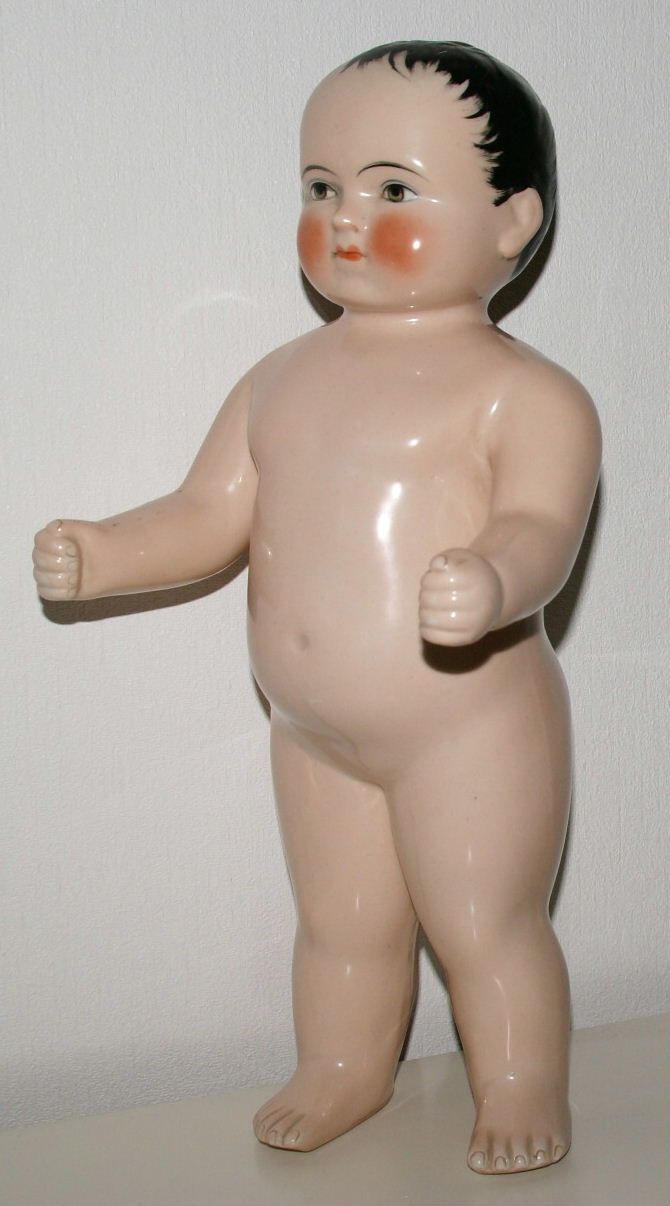
Una bambolina frozen Charlotte

Frozen Charlotte è un tipo di bamboline in porcellana prodotte tra la metà del XIX secolo e la fine degli anni '10 del XX secolo, particolarmente diffuse negli Stati Uniti e nel Regno Unito durante l'età vittoriana.

## Descrizione

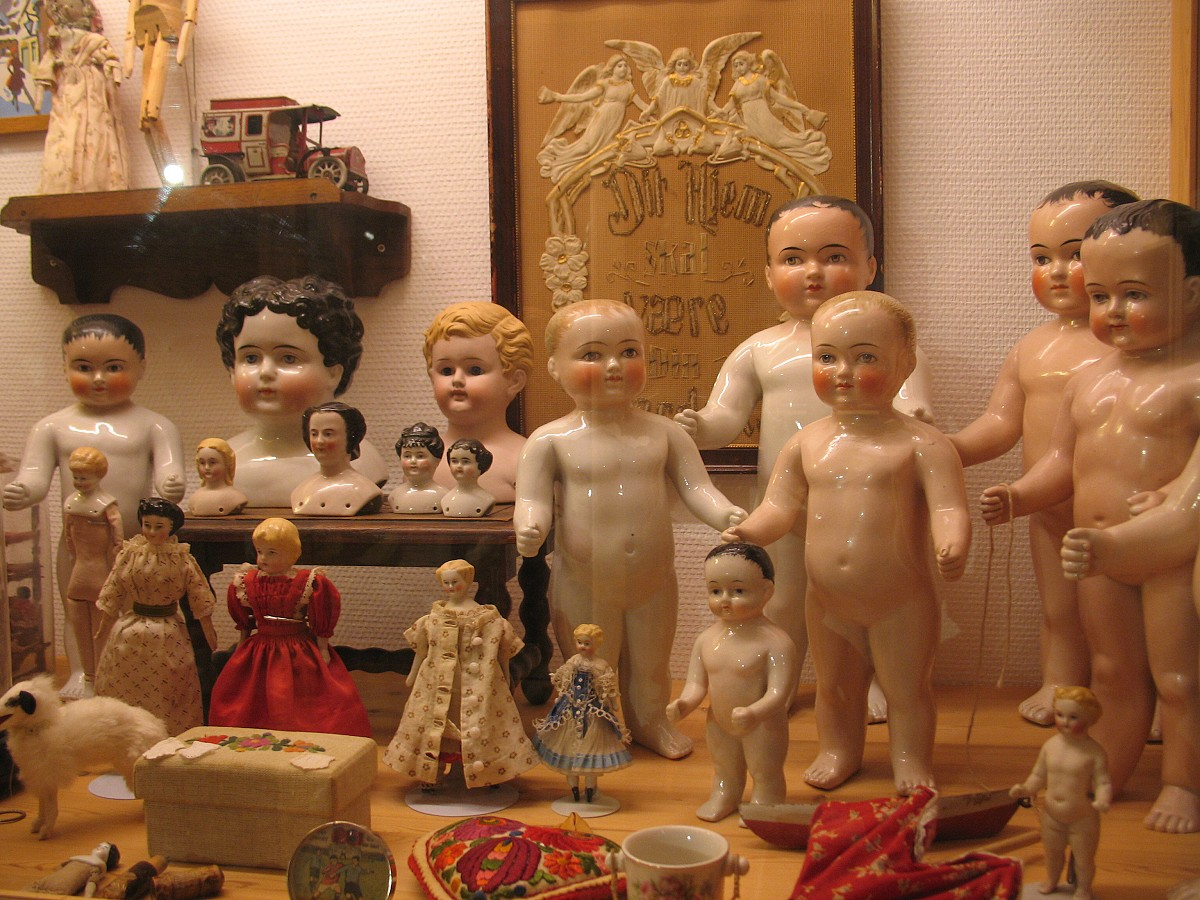
Un gruppo di "frozen Charlottes"

Le bamboline, prodotte soprattutto in Germania a partire dagli anni 1840, erano inizialmente chiamate badekinder, ossia bambini che fanno il bagno, oppure bamboline nude, ed erano giocattoli per fare divertire i bambini durante il bagnetto. Erano molto semplici, realizzate in un unico pezzo di porcellana o biscuit, senza giunture.
 La maggior parte di esse non aveva vestiti (che potevano essere realizzati dalle padroncine), avevano la pelle bianca o rosa chiaro e il viso e i capelli dipinti. Potevano essere alte dai 2 fino a 40-45 centimetri, e i modelli più piccoli venivano talvolta usati come ciondoli oppure inseriti all'interno di torte o pudding, come portafortuna per chi li avesse trovati nella propria fetta.
Le bamboline più piccole e semplici erano molto economiche ed erano conosciute anche come penny dolls in quanto vendute al costo di un centesimo, mentre modelli più raffinati potevano essere completamente dipinti e dotati di abiti o costumi. Esistevano anche modelli di colore nero, per i bambini afroamericani, mentre la versione maschile della bambola, che si distingueva da quella femminile per il taglio dei capelli, era soprannominata Charlie.

## L'origine del nome
Il nome delle bamboline, traducibile come "Charlotte congelata", deriva dalla ballata popolare statunitense Fair Charlotte (o Young Charlotte), basata forse sulla poesia del 1840 Un cadavere che va al ballo dello scrittore e umorista Seba Smith. Essa racconta di una giovane donna di nome Charlotte morta congelata durante un viaggio in slitta mentre era diretta ad un ballo, perché si era rifiutata di avvolgersi in un mantello o una coperta per non nascondere il proprio bel vestito.
La poesia sarebbe stata ispirata da un articolo apparso l'8 febbraio 1840 sul New York Observer, che raccontava la storia di una ragazza morta di freddo durante il viaggio in carrozza che la stava portando ad una festa la sera del 31 dicembre 1839, e la ballata era usata come ammonimento per ricordare ai bambini di non essere vanitosi e di obbedire ai genitori che dicevano loro di coprirsi bene in inverno.